# Лангепас
Лангепас (рус. Лангепас) град је у Русији у Хантији-Мансији. Према попису становништва из 2010. у граду је живело 41670 становника.

## Становништво
| 1989.  | 2002.  | 2010.  |
| ------ | ------ | ------ |
| 25.618 | 37.182 | 41.670 |